# Grands Boulevards (Métro Paris)

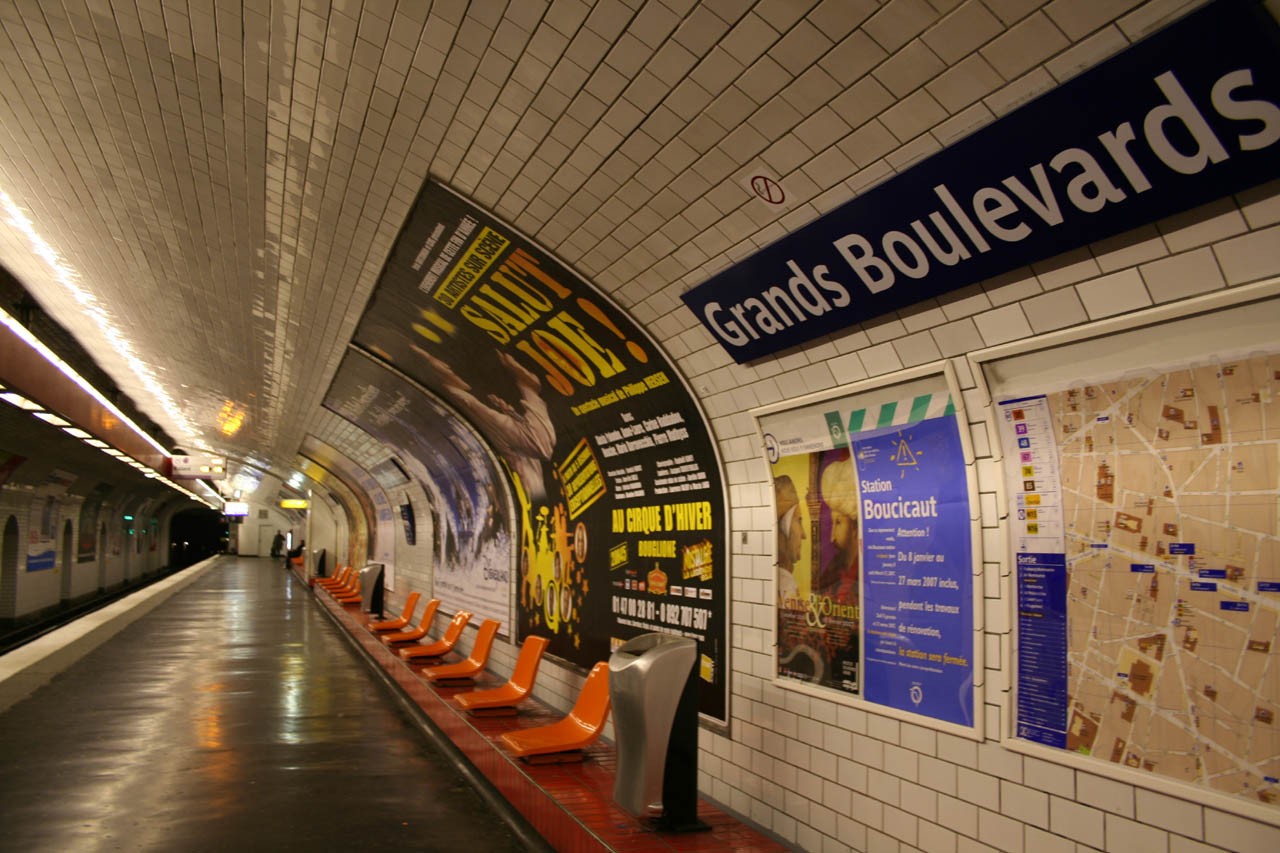
Bahnsteig der Linie 8 Richtung Balard

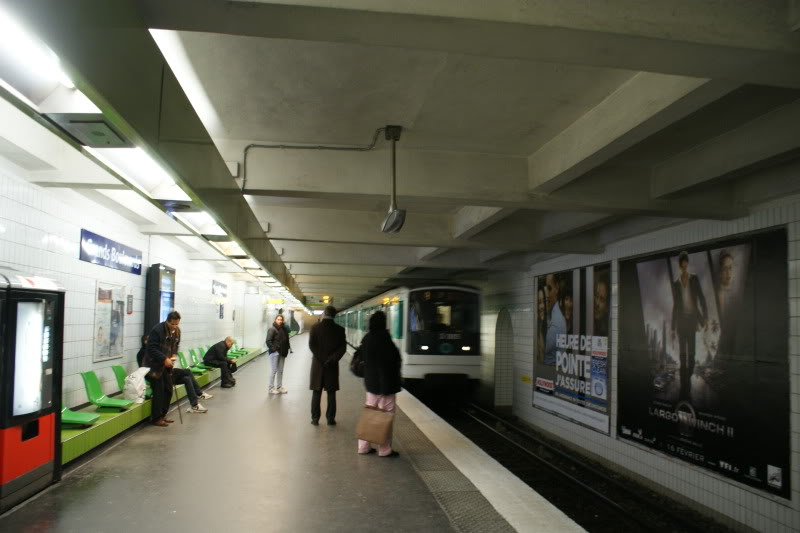
Bahnsteig der Linie 9 mit einfahrendem Zug der Baureihe MF 67

Grands Boulevards [ɡʁɑ̃ bulvaʁ] ist eine unterirdische Doppelstation der Pariser Métro. Sie wird von den Linien 8 und 9 bedient.

## Lage
Der U-Bahnhof befindet sich an der Grenze der Quartiers du Mail und Vivienne im 2. Arrondissement mit dem Quartier du Faubourg-Montmartre im 9. Arrondissement von Paris. Er liegt längs unterhalb des Boulevard Poissonnière in Höhe der Rue Montmartre.

## Name
Benannt ist der U-Bahnhof nach den Grands Boulevards, die auf dem nördlich der Seine gelegenen Rive Droite eine halbkreisförmige Verkehrsachse zwischen der Place de la Madeleine und der Place de la Bastille bilden. Dazu gehört der Boulevard Poissonnière zwischen dem Boulevard Montmartre und dem Boulevard de Bonne-Nouvelle.
Zunächst hieß die Station „Montmartre“ nach der dort einmündenden Rue Montmartre. Diese Straße führte einst zum außerhalb der Stadt gelegenen Dorf Montmartre, dessen Namensursprung nicht eindeutig geklärt ist. Da Ortsfremde die Station fälschlich oft für den der Erhebung Butte Montmartre am nächsten gelegenen U-Bahnhof hielten, wurde der Name im Sommer 1998 in „Grands Boulevards“ geändert.

## Geschichte
Die Station der Linie 8 wurde am 5. Mai 1931, rechtzeitig einen Tag vor der Eröffnung der Pariser Kolonialausstellung, in Betrieb genommen. An jenem Tag wurde die Linie von Richelieu – Drouot um ca. 8000 m bis Porte de Charenton verlängert.
Züge der Linie 9 verkehrten dort erstmals am 10. Dezember 1933 im Zuge der Verlängerung der Linie von Richelieu – Drouot bis Porte de Montreuil.

## Beschreibung
Die Stationen der Linien 8 und 9 liegen in einer Flucht übereinander, wobei die Linie 9 die untere Ebene nutzt. Sie haben jeweils Seitenbahnsteige an zwei Streckengleisen, massive – an einigen Stellen durchbrochene – Stützwände zwischen den Gleisen lassen den Eindruck von vier eingleisigen Stationen entstehen. Die Station der Linie 9 ist rechteckig, die der darüberliegenden Linie 8 hat asymmetrisch gewölbte Decken. Beide Stationen wurden von vornherein mit einer Länge von 105 m errichtet.
Vom Straßenraum aus existieren sechs Zugänge, die teilweise durch von Adolphe Dervaux im Stil des Art déco entworfene Kandelaber markiert sind.

## Fahrzeuge
Zunächst verkehrten auf der Linie 8 Sieben-Wagen-Züge der Bauart Sprague-Thomson. Von 1975 an kamen MF-67-Züge auf die Linie 8, die ab 1980 durch die Baureihe MF 77 ersetzt wurden. Da nicht alle Stationen der Linie 8 entsprechend verlängert wurden, sind dort heute nur noch Fünf-Wagen-Züge im Einsatz.
Auf der Linie 9 verkehrten jahrzehntelang ebenfalls Sprague-Thomson-Züge, die dort ihr letztes Einsatzgebiet hatten. 1983 kam die Baureihe MF 67 auf die Strecke, seit Oktober 2013 kam zunehmend die Baureihe MF 01 zum Einsatz. Am 14. Dezember 2016 verkehrte der letzte MF-67-Zug auf der Linie 9.

## Umgebung

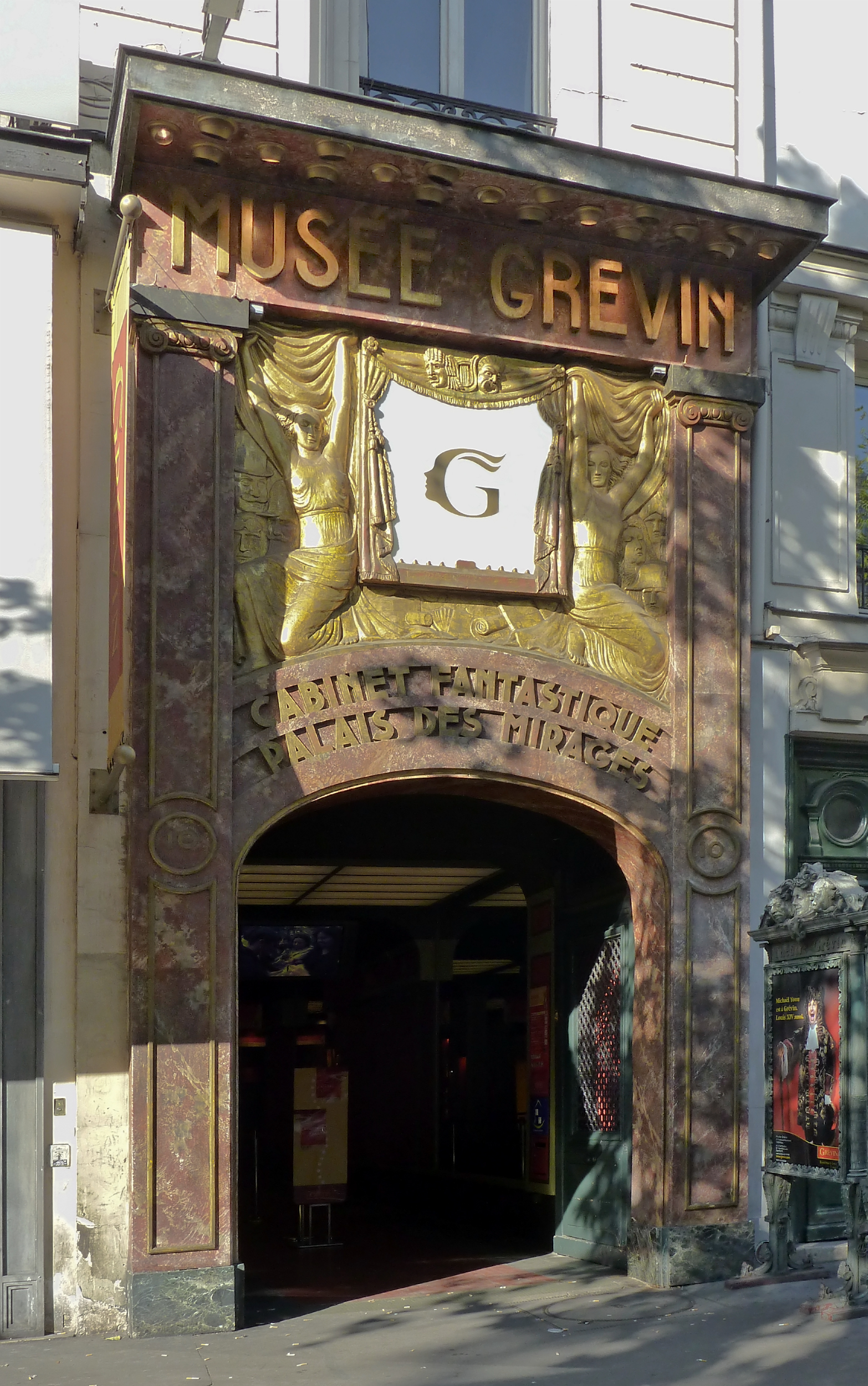
Eingang des Wachsfigurenkabinetts Musée Grévin

Am nahen Boulevard Montmartre befindet sich das Wachsfigurenkabinett Musée Grévin.